# Allan Gutiérrez Castro
Allan Gutiérrez Castro, född 12 augusti 1993, är en honduransk simmare.
Gutiérrez Castro tävlade för Honduras vid olympiska sommarspelen 2012 i London, där han blev utslagen i försöksheatet på 400 meter frisim. Vid olympiska sommarspelen 2016 i Rio de Janeiro blev Gutiérrez Castro utslagen i försöksheatet på 100 meter fjärilsim.